# 21873 Їндрихувградець
21873 Їндрихувградець (21873 Jindřichůvhradec) — астероїд головного поясу, відкритий 29 жовтня 1999 року.
Тіссеранів параметр щодо Юпітера — 3,169.